# Mine de Veladero
 (février 2018).
Si vous disposez d'ouvrages ou d'articles de référence ou si vous connaissez des sites web de qualité traitant du thème abordé ici, merci de compléter l'article en donnant les références utiles à sa vérifiabilité et en les liant à la section « Notes et références ».
La mine de Veladero est une mine à ciel ouvert d'or et d'argent située dans la province de San Juan en Argentine. Elle est exploitée par Barrick Gold en joint venture 50/50 avec Shandong Gold.
Elle a commencé sa production en 2005.

## Atteinte à l'environnement
En septembre 2015, un déversement accidentel de 220 à 3 800 m3 d'eau cyanurée a pollué les affluents du Río Jáchal.